# Teremendo de los Reyes
Teremendo de los Reyes está situada en el municipio de Morelia en el Estado de Michoacán de Ocampo.

## Población
Hay 1,469 habitantes. 
| Año  | Habitantes Mujeres | Habitantes hombres | Total habitantes |
| ---- | ------------------ | ------------------ | ---------------- |
| 2020 | 738                | 731                | 1469             |
| 2010 | 698                | 668                | 1366             |
| 2005 | 695                | 635                | 1330             |

## Historia
El actual Teremendo de los Reyes, fue fundado por Tata Vasco de Quiroga, y les dio a los pobladores una curtidora de pieles y les dejó la más bella imagen de la Purísima Concepción, hecha de pasta de caña (actualmente no se conoce de su ubicación). Cuenta con zonas arqueológicas; en lo que es la falda del cerro Caracol, hay una yácata, en donde se cree que existía una fundidora de metales. Mismo cerro que al deslavarse enterró al pueblo lo que hizo que los habitantes descendieran a donde actualmente se encuentra establecido dicho pueblo.

## Geografía
Teremendo de los Reyes se localiza al Noroeste de Morelia a 43 km. Esta tenencia colinda al Norte con los municipios de Huaniqueo y Chucándiro, al Sur con Capula y al Oeste con el municipio de Quiroga.

## Fisiografía
Al Oeste se localiza el cerro El Tarécuaro, Las Vigas, la barranca Pinabete, el cerro Carécuaro y el de San Miguel. Al norte la barranca La Peña, El Saltillo, El Chicamole, la barranca Las Pilas, Las Lajitas y Malpaso, el cerro Guajolote, el cerro El Picacho y barranca Honda, al Este se encuentra el cerro El Reparo al Sur el volcán Sajo y al Noroeste la Olla, La Alberca.

## Hidrografía
El cráter de un volcán llamado La Alberca, varios humedales que abastecen de agua el ganado vacuno.
Atractivos Turísticos
Iglesia de Teremendo Patrono Los Reyes Magos
La Alberca